# كيمنتال
كيمنتال (بالألمانية: Kemmental) هي إحدى بلديات مقاطعة كروزلينغن في كانتون تورغاو في سويسرا. تبلغ مساحتها 25.02 كيلومتر مربع، ويقدر عدد سكانها بـ 2393 نسمة (حسب تعداد ديسمبر 2015).